# Darius Miller
Darius Tiyon Miller (Maysville, 21 marzo 1990) è un ex cestista statunitense.

## Carriera
Ha militato nei New Orleans Hornets, dopo essere stato selezionato come 46ª scelta assoluta al Draft NBA 2012.

## Statistiche

### College
| Anno       | Squadra           | PG  | PT | MP   | TC%  | 3P%  | TL%  | RP  | AP  | PRP | SP  | PP   |
| ---------- | ----------------- | --- | -- | ---- | ---- | ---- | ---- | --- | --- | --- | --- | ---- |
| 2008-2009  | Kentucky Wildcats | 36  | 2  | 21,2 | 41,0 | 33,3 | 80,4 | 3,1 | 2,0 | 0,8 | 0,6 | 5,3  |
| 2009-2010  | Kentucky Wildcats | 38  | 32 | 21,2 | 40,0 | 33,6 | 79,5 | 2,5 | 1,5 | 0,6 | 0,6 | 6,5  |
| 2010-2011  | Kentucky Wildcats | 38  | 37 | 31,0 | 47,8 | 44,3 | 85,3 | 4,6 | 1,7 | 0,8 | 1,1 | 10,9 |
| 2011-2012† | Kentucky Wildcats | 40  | 11 | 26,1 | 47,4 | 37,6 | 79,7 | 2,8 | 2,1 | 0,8 | 0,3 | 9,9  |
| Carriera   | Carriera          | 152 | 82 | 24,9 | 44,8 | 37,9 | 81,5 | 3,2 | 1,8 | 0,8 | 0,7 | 8,2  |

### NBA

#### Regular Season
| Anno      | Squadra          | PG  | PT | MP   | TC%  | 3P%  | TL%  | RP  | AP  | PRP | SP  | PP  |
| --------- | ---------------- | --- | -- | ---- | ---- | ---- | ---- | --- | --- | --- | --- | --- |
| 2012-2013 | N.O. Hornets     | 52  | 2  | 13,3 | 40,7 | 39,3 | 100  | 1,5 | 0,8 | 0,3 | 0,2 | 2,3 |
| 2013-2014 | N.O. Pelicans    | 45  | 7  | 16,1 | 44,0 | 32,5 | 80,6 | 1,2 | 1,0 | 0,5 | 0,2 | 4,4 |
| 2014-2015 | N.O. Pelicans    | 5   | 1  | 8,6  | 14,3 | 0,0  | -    | 0,2 | 0,4 | 0,2 | 0,0 | 0,4 |
| 2017-2018 | N.O. Pelicans    | 82  | 3  | 23,7 | 44,4 | 41,1 | 86,6 | 2,0 | 1,4 | 0,3 | 0,2 | 7,8 |
| 2018-2019 | N.O. Pelicans    | 69  | 15 | 25,5 | 39,0 | 36,5 | 78,9 | 1,9 | 2,1 | 0,6 | 0,3 | 8,2 |
| 2020-2021 | Oklahoma Thunder | 18  | 0  | 10,9 | 45,8 | 40,5 | 100  | 1,3 | 1,2 | 0,7 | 0,3 | 4,1 |
| Carriera  | Carriera         | 271 | 28 | 19,8 | 41,9 | 38,3 | 84,0 | 1,6 | 1,4 | 0,5 | 0,2 | 5,9 |

#### Playoffs
| Anno     | Squadra       | PG | PT | MP   | TC%  | 3P%  | TL% | RP  | AP  | PRP | SP  | PP  |
| -------- | ------------- | -- | -- | ---- | ---- | ---- | --- | --- | --- | --- | --- | --- |
| 2018     | N.O. Pelicans | 9  | 0  | 18,0 | 41,2 | 37,5 | 100 | 2,2 | 1,2 | 0,6 | 0,0 | 4,8 |
| Carriera | Carriera      | 9  | 0  | 18,0 | 41,2 | 37,5 | 100 | 2,2 | 1,2 | 0,6 | 0,0 | 4,8 |

## Palmarès

### Club

#### Competizioni giovanili
- Campionato NCAA: 1

Kentucky Wildcats: 2012

#### Competizioni nazionali
- Campionato tedesco: 3

Brose Bamberg: 2014-15, 2015-16, 2016-17
- Supercoppa tedesca: 1

Brose Bamberg: 2015
- Coppa di Germania: 1

Brose Bamberg: 2017

### Individuale
- Miglior tiratore da tre punti NBDL: 1

2013
- Basketball-Bundesliga MVP der Finalserie: 1

2015-16